# Castello di Son Orlandis
Il castello di Son Orlandis è situato ad Andratx, nelle Isole Baleari.

## Storia
Il castello  ha origini risalenti al medioevo.   Appartenne per diverso tempo ad alcuni nativi del posto; in seguito, nel XVI secolo, fu acquistato da uno dei rami cadetti appartenenti alla nobile famiglia pisana degli Orlandi.